# Godínez (personaje de El Chavo)
Godinez  es un personaje de la serie de comedia mexicana, El Chavo del 8, interpretado por Horacio Gómez Bolaños. Es un niño bastante listo, muy creativo en sus respuestas, en donde cada vez que lo escucha todos se preparan para reír por sus ocurrencias; este personaje participa poco respecto al resto de los niños, sobre todo en el salón de clases de la escuela. Las apariciones de Godínez son muy poco frecuentes, pero muy divertidas. Horacio Goméz dirigió el programa durante un tiempo, junto con su hermano Roberto. Sin embargo en los años 80, sus apariciones fueron un poco más continuas, en algunos juegos de los niños en la vecindad, y protagonizando varias escenas junto a Ñoño y la Popis, pero esto ya no fue en el programa, sino en el segmento de "El Chavo del 8" dentro del programa Chespirito.

## Personalidad
Este gran personaje, con sus pequeñas y breves participaciones en todos los episodios del programa, supo robarse el cariño y la admiración de todos los seguidores del programa del Chavo del 8; su éxito no fue completo, pero se recuerda con gran cariño a este sorpresivo personaje, que siempre tuvo un lugar especial en el salón de clases de la escuela.
Godínez es un niño bastante distraído, pero no torpe ni inocente, posee una particular creatividad que no es muy normal en los niños de su edad (se supone 8 años, puesto que comparte clases con los otros niños de la vecindad que si se les conoce la edad) y su ingenio al responder o simplemente participar en las conversaciones, se puede dar cuenta que es muy diferente a lo que se puede llegar a encontrar en este salón de clase.
Este niño ocurrente proyecta un poco de timidez, sus reacciones ante algunos temas que lo involucran, delatan su poca simpatía por socializar con el resto; sus palabras son pocas cuando debe responder algo e intenta no entrar en problemas, por lo que si lo escuchan, se sabe que será muy sincero.
Con facilidad se lo puede encontrar en los episodios que transcurren en la escuela; Godinez se ubicará sin falta en los asientos que se encuentran al final del salón, en donde desde ahí podrá realizar todas las actividades que generalmente hace mientras el profesor Jirafales da sus lecciones, lo puede encontrar dibujando, jugando con una moneda o hasta silbando. La distracción es una de sus cualidades más notorias, pero sin duda la más graciosa.
Su relación con los otros niños es buena, nunca se lo ve entrando en una discusión, mantiene un bajo perfil y su comportamiento hace que lo pueda definir como un niño muy tranquilo y reservado.
Curiosamente sus visitas a la vecindad fueron pocas, pero se puede encontrarlo en un parque relacionándose con Don Ramón, en donde su trato hacia los mayores siempre fue con mucho respeto; quizás el personaje de Godinez sea el que tiene un comportamiento más maduro entre todos los niños.

## Vestuario
Su ropa se compone de un overol color azul marino, esconde una camiseta manga larga color amarillo, con un cuello grande que reposa sobre sus hombros. Las piernas delgadas son cubiertas por unas calcetas blancas y zapatos de vestir negro bien lustrados. Una gorra estilo beisbolista, con la visera apuntado hacia arriba, es el complemento de ese peculiar atuendo.